# Hengshan (socken i Kina, Guangxi)
Hengshan (kinesiska: 横山, 横山乡) är en socken i Kina. Den ligger i den autonoma regionen Guangxi, i den södra delen av landet, omkring 200 kilometer öster om regionhuvudstaden Nanning. Antalet invånare är 29458. Befolkningen består av 14 230 kvinnor och 15 228 män. Barn under 15 år utgör 29,0 %, vuxna 15-64 år 58 %, och äldre över 65 år 11,0 %.
Genomsnittlig årsnederbörd är 2 340 millimeter. Den regnigaste månaden är augusti, med i genomsnitt 371 mm nederbörd, och den torraste är januari, med 31 mm nederbörd.